# Premolaar (stripreeks)
Premolaar (Frans: Prémolaire) is een Franse stripreeks van Guy Mouminoux. Er zijn vier albums uitgegeven door Dupuis.

## Inhoud
Het gaat over een kleine krokodil. Premolaar (kies) is voortdurend op zoek naar eten en verzint de gekste trucs om dat te bemachtigen. Hij is kind aan huis bij zeker twee frietkramen, de ene bediend door een man, de andere door een juffrouw. Keer op keer wordt zijn opzichtige poging doorzien en draagt men hem aan het handvat op zijn rug (een verwijzing naar het gebruik van krokodillenleer voor handtassen) weg van het lekkers.

## Albums
1. De honger heiligt de middelen (1980) ISBN 90-314-0628-7
2. Honger is de beste flous (1980) ISBN 90-314-0632-5
3. Veel beloven en weinig geven doet de gekken in vreugde leven (1981) ISBN 90-314-0692-9
4. Geen rust maar roest voor Premolaar (1981) ISBN 90-314-0721-6